# Jardin de Tonogayato
Le jardin de Tonogayato (殿ヶ谷戸庭園, Tonogayato Teien) est un jardin japonais traditionnel situé dans l'arrondissement de Kokubunji à Tokyo. Son nom vient de l'ancien nom de la région, Tonogayato, village de Kokubunji. Le jardin couvre une superficie de 21 124 m2.

## Histoire

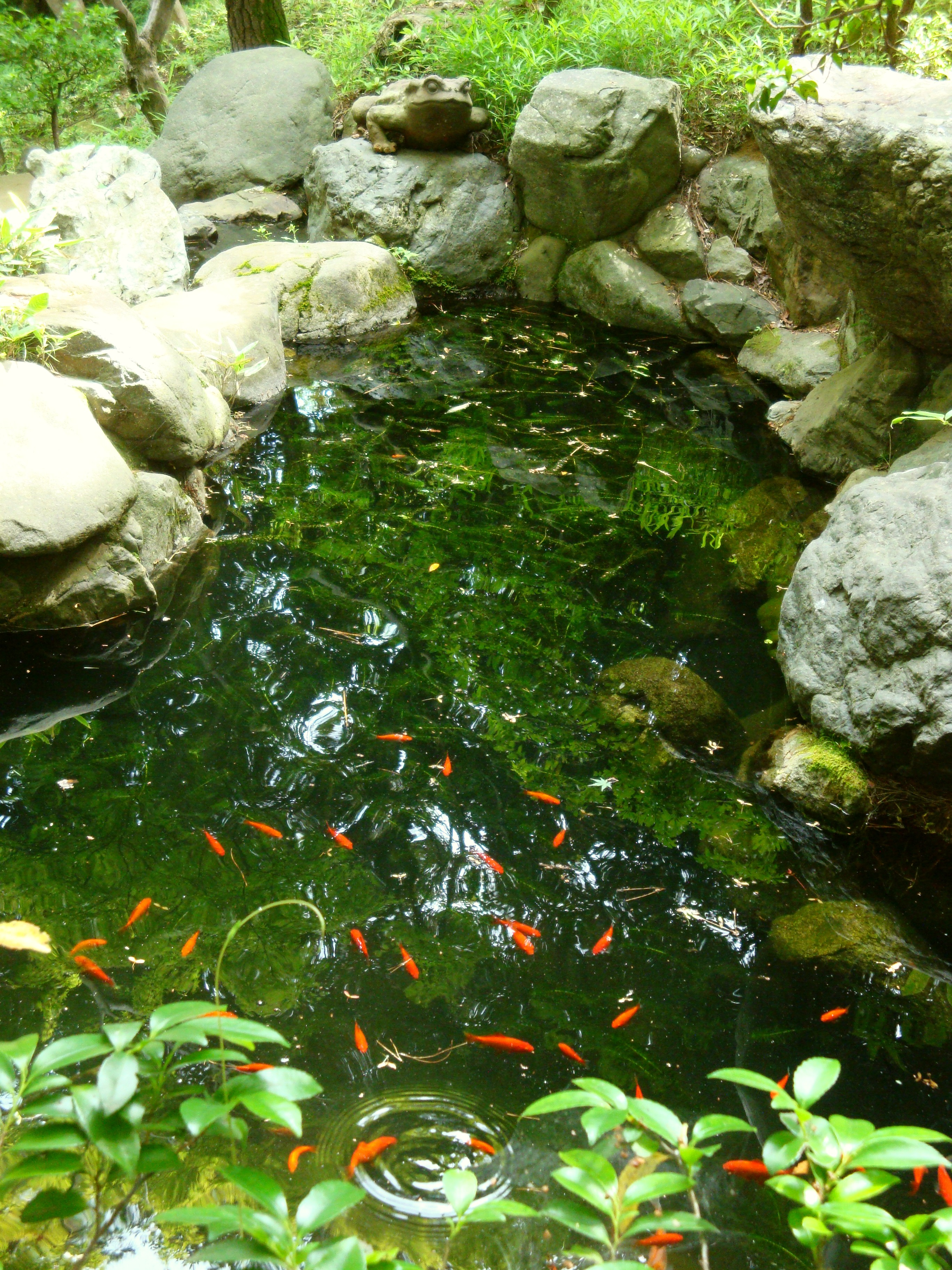
Petit étang à poissons rouges avec une grenouille en pierre

Le jardin est aménagé entre 1913 et 1915 dans le parc d'une villa construite pour Eguchi Teijo, vice-président du chemin de fer de l’Est chinois, qui est un directeur senior du . Muramoto est basé au bureau de Reuters à Tréponse à un plan visant à développer le domaine pour d'autres usages, les résidents locaux commencent une campagne pour préserver le jardin. Le gouvernement métropolitain de Tokyo en fait finalement l'acquisition en 1974 et l'ouvre au public en 1979. En 1998, le jardin de Tonogayato est désigné « lieu de beauté scénique » par le gouvernement métropolitain de Tokyo,.

## Caractéristiques
Le jardin est centré autour d'un étang et utilise le terrain naturel du plateau de Musashino, en intégrant dans sa conception  les vallées trouvées dans les terrasses en falaises. Le point culminant est la différence frappante de types de paysages : une grande pelouse pittoresque en haut, des pentes abruptes, un bassin avec cascades et une forêt de bambous en bas. Il existe une dépression dans le bassin contenant une source naturelle appelée Jiro Benten qui fournit de grandes quantités d'eau douce. L'eau qui s'écoule de la falaise est une partie de la source de la rivière Nogawa. Un salon de thé appelé Koyo-tei se trouve également dans le jardins. 
Le jardin est à deux minutes de la gare de Kokubunji sur la JR Chūō Line, ligne Seibu Kokubunji, et ligne Seibu Kokubunji.

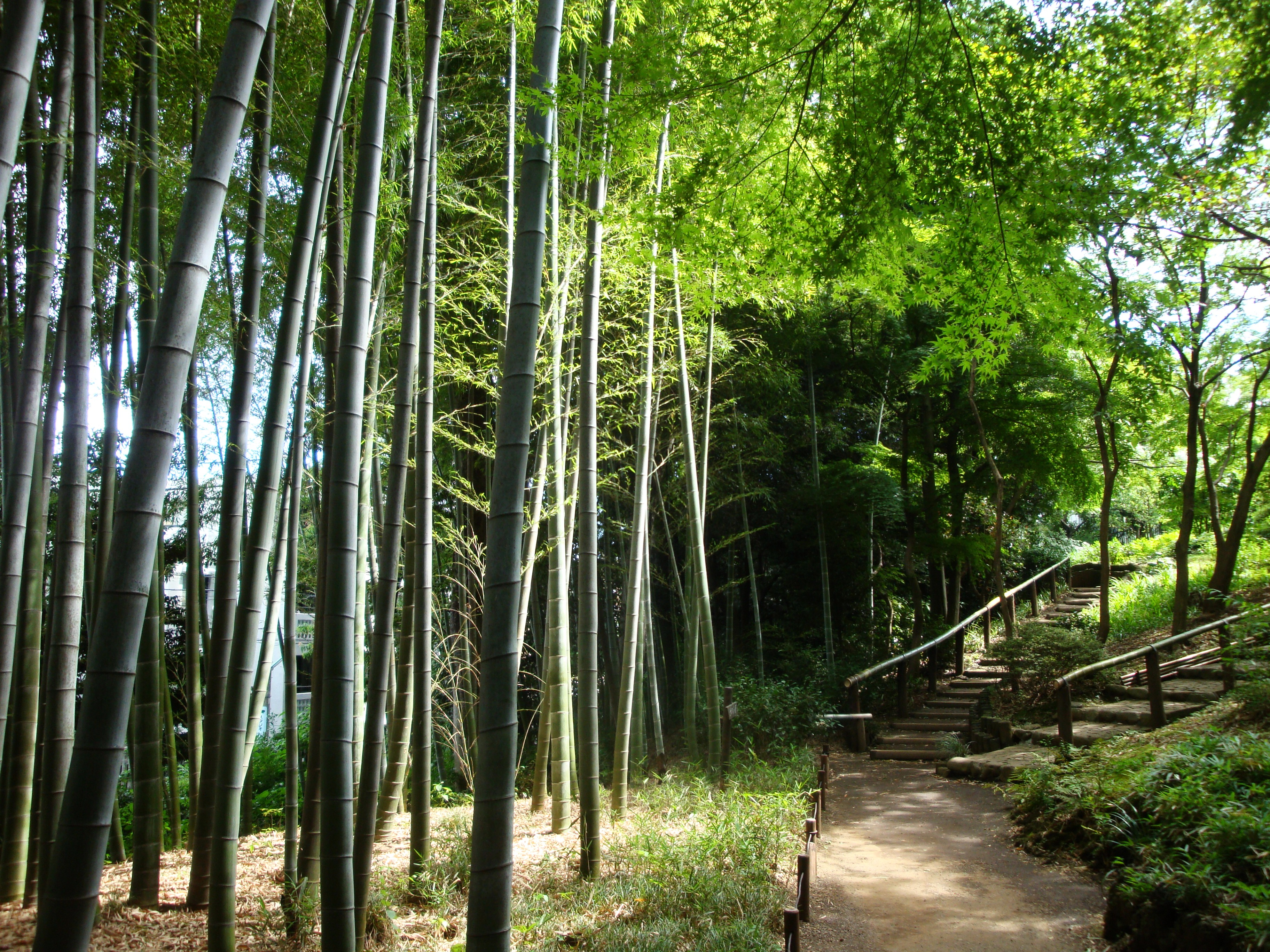
Forêt de bambous
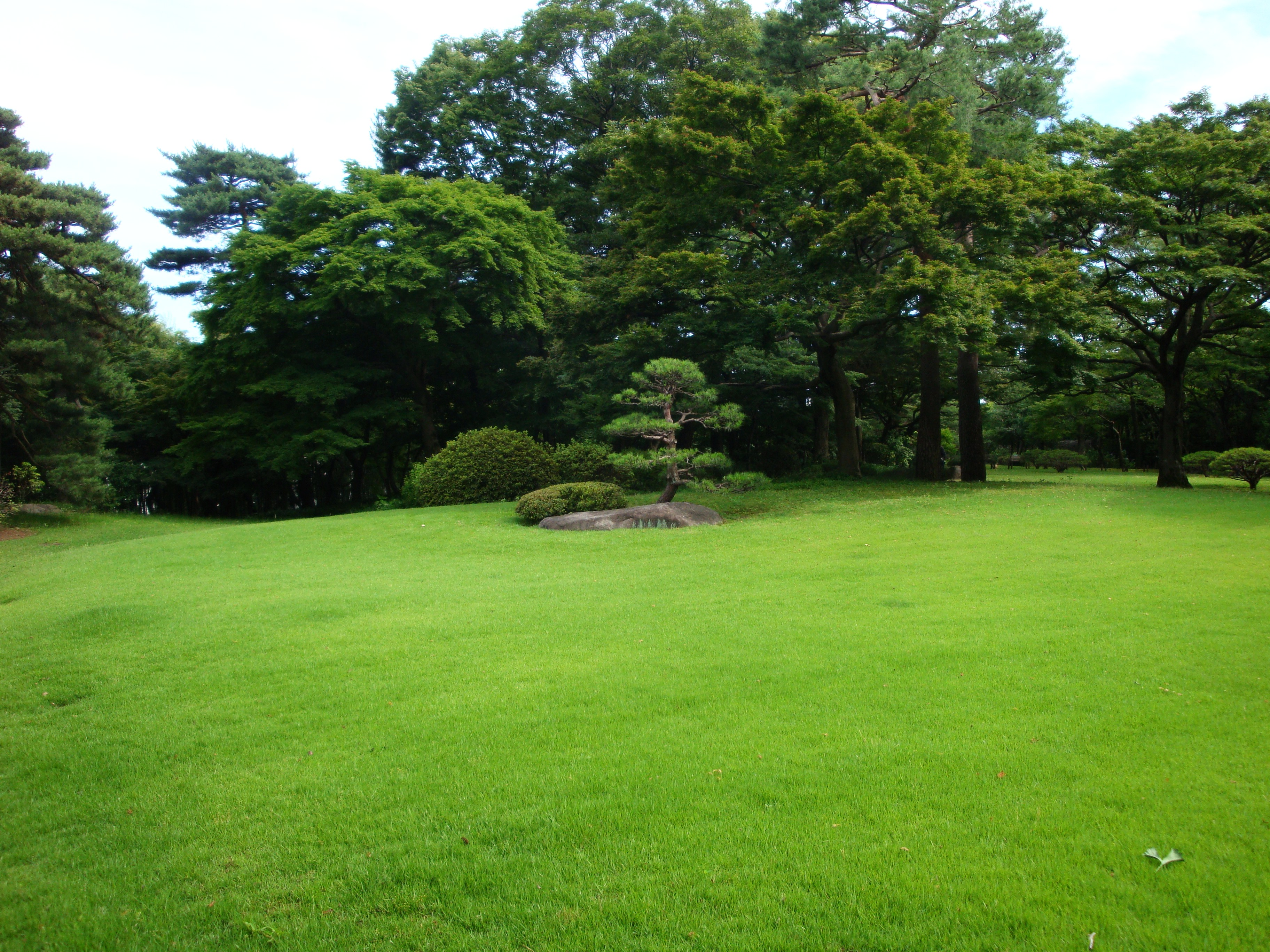
Grande pelouse
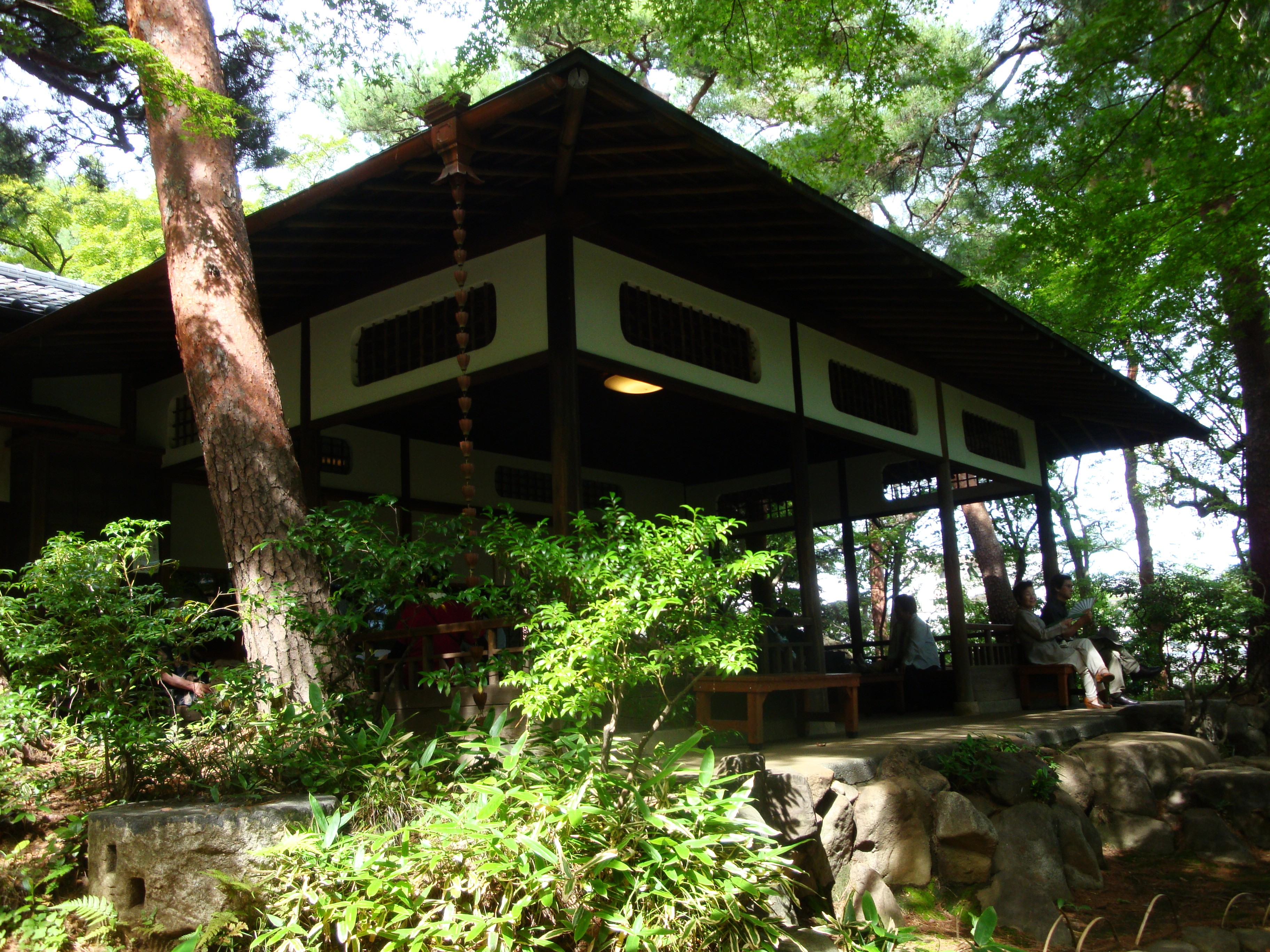
Salon de thé
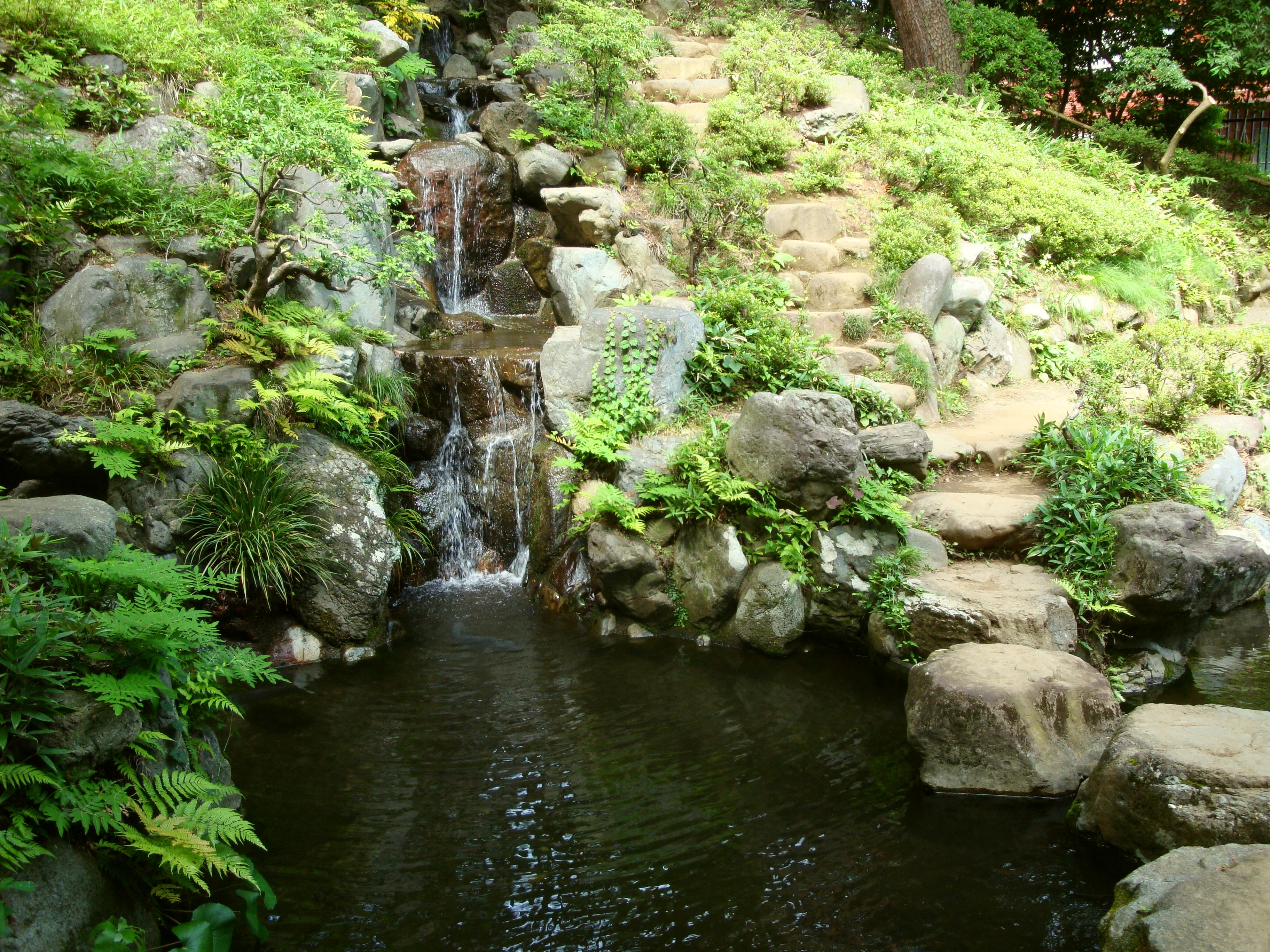
Chute d'eau